# DiLLUMs d’arts al forn
diLLUMs d’arts al forn és un col·lectiu obert i multidisciplinar d'artistes, i també de persones interessades en qualsevol disciplina artística, iniciat el mes de novembre de 2015 a Tortosa (Baix Ebre). Un dels seus impulsors ha estat l'escriptor Jesús Maria Tibau i Tarragó.
El grup es reuneix, sense cap programa previ, cada primer dilluns de mes al restaurant Forn de la Canonja, al centre històric de Tortosa. En un joc de paraules entre dilluns, llum i forn neix el nom d'aquest col·lectiu. Fruit d’aquestes trobades/sopars s'han organitzat activitats culturals molt diverses arreu de les Terres de l’Ebre, com ara les següents:
- Versos contra la violència: recitals poètics organitzats a Sant Carles de la Ràpita i Roquetes el 7 i 8 d’octubre de 2017,[1][2] i que després es va convertir en un llibre publicat per Onada Edicions, un espectacle realitzat per Valer Gisbert, i en desenes de recitals arreu del territori on participaren centenars de persones.
- Numen: homenatge a les persones i entitats ebrenques que van rebre premis i reconeixements culturals durant l’any anterior, i que començà a organitzar-se el 2018.[3]
- Homenatges a gent de la cultura ebrenca de consolidat prestigi com Gerard Vergés, Manuel Pérez Bonfill, Zoraida Burgos, Víctor Canicio, Rafael Salvat, Albert Fabà o Abu Bakr, i també a gent senzilla i propera com Paco de los Frutos d’Aldover, perquè la voluntat dels diLLUMs és donar suport a gent de la cultura de tots els nivells i edats, als més grans i respectats i també a qui comença.